# Halictus atroviridis
Halictus atroviridis là một loài Hymenoptera trong họ Halictidae. Loài này được Cameron mô tả khoa học năm 1906.